# 河太铁路

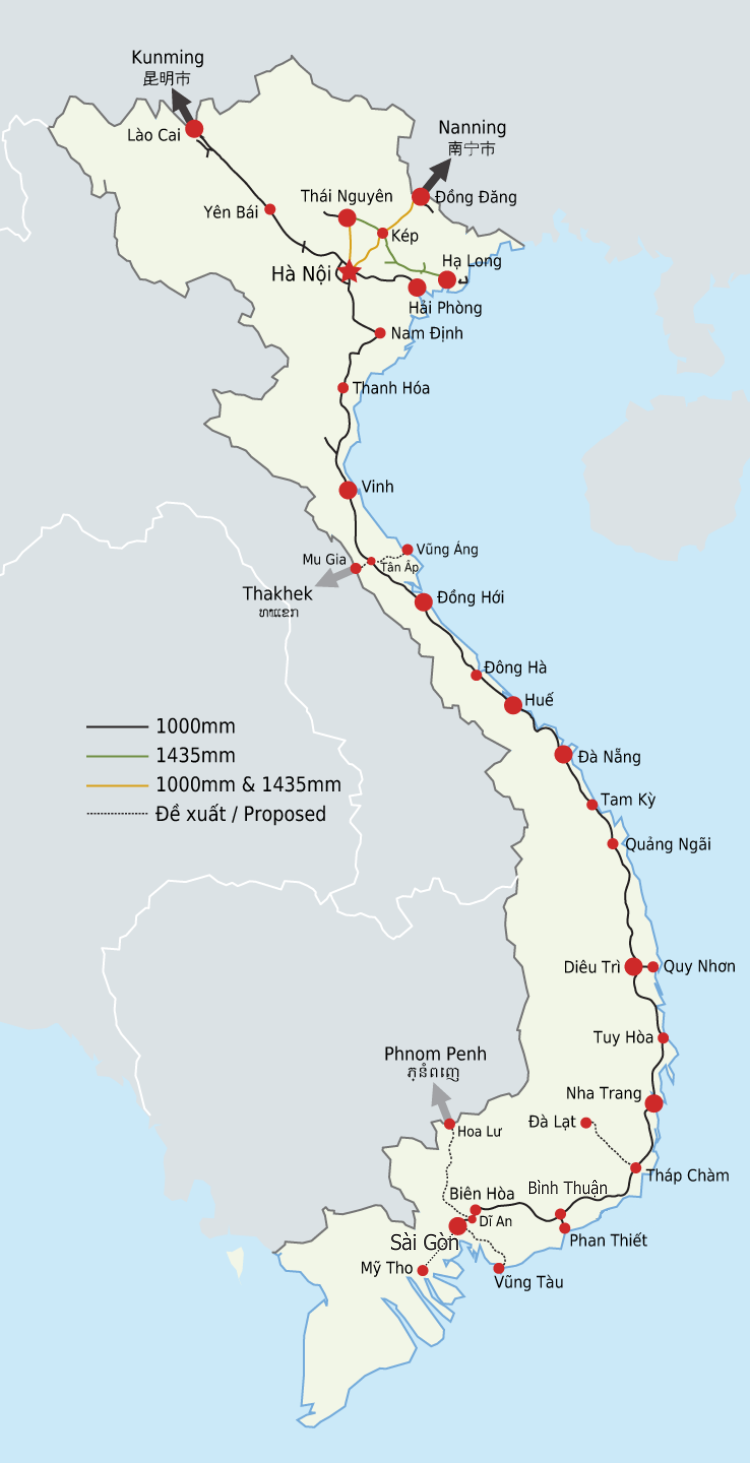

河太铁路，又称河内－观朝铁路，是一条连接越南首都河內市和北部工业重镇、太原省省会太原市的铁路，铁路全长76公里，设14个车站，采用轨距为1,000毫米米轨和1,435毫米准轨的混合套轨。

## 建设
这条铁路建于法越战争结束后的北越国民经济恢复时期，于1962年建成通车，最初采用1,000毫米轨距；越南战争于1965年全面爆发后，中国应北越政府的请求派出铁道兵帮助越南抢修抢建铁路，在此期间援越工程队对河太铁路进行改轨工程，将米轨铁路改建为米轨、准轨两用的混合轨铁路，河太铁路的改轨工程于1967年全部完成。河太铁路的河内至安园段与河同铁路、河老铁路共线，而在观朝站则与属于越南煤炭矿产工业集团的观红铁路专用线连接。

## 运营
河太铁路连接了太原公河工业园区和红河三角洲地区，是一条以货运业务为主的铁路线。由于铁路客运长期以来无法与公路客运竞争，河太铁路的客运业务每年为越南铁路总公司带来约900亿越南盾的亏损。该路线有14个车站，但实际上只有13个运营车站，因为河太鐵路的列车皆由龙编站始发终到。
2015年以前越南鐵路在河太鐵路每天运营一对客运列车--T91/92號列車從龙编站到观朝站，2015年列车升级节省运行时间2小時12分鐘，车次变更为QT1/2，并增加一对QT3/4列车。2018年2月列车一度停运，直到同年9月2日恢復，但仅恢复QT1/2一对列车。2020年3月16日因COVID-19疫情停止運行，至今仍未恢复。

## 车站
| 站名           | 站名             | 车站间距（公里） | 累计里程（公里） | 连接路線                   | 所在地 | 所在地 |
| 中文（汉喃文） | 越南语（国语字） | 车站间距（公里） | 累计里程（公里） | 连接路線                   | 所在地 | 所在地 |
| -------------- | ---------------- | ---------------- | ---------------- | -------------------------- | ------ | ------ |
| 河內站         |                  | 0                | 0                | 南北铁路                   | 河内市 | 栋多郡 |
| 龙编站         |                  | 2                | 2                |                            | 河内市 | 还剑郡 |
| 嘉林站         |                  | 3                | 5                | 河同铁路 河老铁路 河海铁路 | 河内市 | 龙编郡 |
| 安園站         |                  | 6                | 11               | 河同铁路                   | 河内市 | 嘉林县 |
| 古螺站         |                  | 7                | 18               |                            | 河内市 | 东英县 |
| 東英站         |                  | 3                | 21               | 河老铁路                   | 河内市 | 东英县 |
| 多福站         |                  | 10               | 31               |                            | 河内市 | 朔山县 |
| 中野站         |                  | 9                | 40               |                            | 河内市 | 朔山县 |
| 普安站         |                  | 11               | 51               |                            | 太原省 | 普安市 |
| 梁山站         |                  | 9                | 60               |                            | 太原省 | 太原市 |
| 劉舍站         |                  | 8                | 68               | 克太铁路                   | 太原省 | 太原市 |
| 太原站         |                  | 6                | 74               |                            | 太原省 | 太原市 |
| 觀朝站         |                  | 1                | 75               |                            | 太原省 | 太原市 |

## 参看
- 越南铁路运输
- 越南交通